# Toila
Toila o Parròquia de Toila (estonià: Toila vald) és un municipi estonià situat al comtat d'Ida-Viru. Té una població de 4.735 (2019) i una superfície de 266 km².

## Història
La parròquia de Toila es va formar en el transcurs de la reforma administrativa dels municipis d'Estònia de 2017 per la fusió de la parròquia de Kohtla-Nõmme, l'antic municipi rural de Toila i el municipi rural de Kohtla.
Originalment, també estava previst unir-se al municipi de Jõhvi. A finals de 2022, els municipis de Toila i Jõhvi van començar de nou les converses d'adhesió.
El 18 de desembre de 2024, els municipis rurals de Jõhvi i Toila van aprovar la decisió de fusió dels dos municipis.
La fusió tindrà lloc després de les eleccions al consell de govern local l'octubre de 2025.

## Assentaments
Religió a Toila (2021) 
La parròquia de Toila té un municipi (Kohtla-Nõmme), dos petits municipis (Toila i Voka) i 27 pobles.

### Pobles
Altküla - Amula - Järve - Kaasikaia - Kaasikvälja - Kabelimetsa - Kohtla - Kohtla-Uueküla - Konju - Kukruse - Martsa - Metsamägara - Mõisamaa - Ontika - Paate - Päite - Peeri - Pühajõe - Roodu - Saka - Servaääre - Täkumetsa - Uikala - Vaivina - Valaste - Vitsiku - Voka